# Laura Innes
Laura Elizabeth Innes (Pontiac (Michigan), 16 augustus 1957) is een Amerikaanse actrice, die bekend is geworden door haar rol als Dr. Kerry Weaver in de televisieserie ER.
Ze is getrouwd met acteur David Brisbin en ze hebben twee kinderen samen.
Ze heeft ook gastrollen gehad in de series Party of Five, My So-Called Life en Brooklyn Bridge.

## Nominaties
Innes speelt al het langste in de serie ER, en is daarvoor al twee keer genomineerd voor een Emmy Award, drie keer voor een Screen Actors Guild Awards als deel van de cast en vijf keer voor Best Supporting Actress van de Viewers for Quality Television.